# Chalamont
Chalamont település Franciaországban, Ain megyében. Lakosainak száma 2544 fő (2022. január 1.). Chalamont Châtenay, Châtillon-la-Palud, Crans, Le Plantay, Saint-Nizier-le-Désert, Versailleux és Villette-sur-Ain községekkel határos.

## Népesség
A település népességének változása:
| Lakosok száma | 1199 | 1415 | 1658 | 2012 | 2365 | 2407 | 2451 | 2529 | 2574 | 2544 |
|               | 1968 | 1982 | 1999 | 2006 | 2011 | 2015 | 2017 | 2018 | 2020 | 2022 |